# Hückeswagen
Hückeswagen – miasto w Niemczech, w kraju związkowym Nadrenia Północna-Westfalia, w rejencji Kolonia, w powiecie Oberbergischer Kreis. Według danych na rok 2010 miasto liczyło 15 643 mieszkańców.
Miejscowość po raz pierwszy wzmiankowano w 1085 roku. Przez stulecia była siedzibą hrabiów, którym pierwszym znanym ze źródeł był Friedrich von Hückeswagen, wzmiankowany w 1138. W latach 30. XIII hrabia Arnold z Hückeswagen otrzymał od króla czeskiego w lenno północno-wschodni skrawek Moraw przy granicy z Polską i Węgrami, gdzie założono zamek Hukvaldy, który nazwę otrzymał od nadreńskiej siedziby hrabiów Hückeswagen.

## Współpraca
Miejscowości partnerskie:
- Étaples, Francja
- Königs Wusterhausen, Brandenburgia